# Aloe bulbillifera
Aloe bulbillifera es una especie de planta del género Aloe, familia Xanthorrhoeaceae. Es originaria de Madagascar.

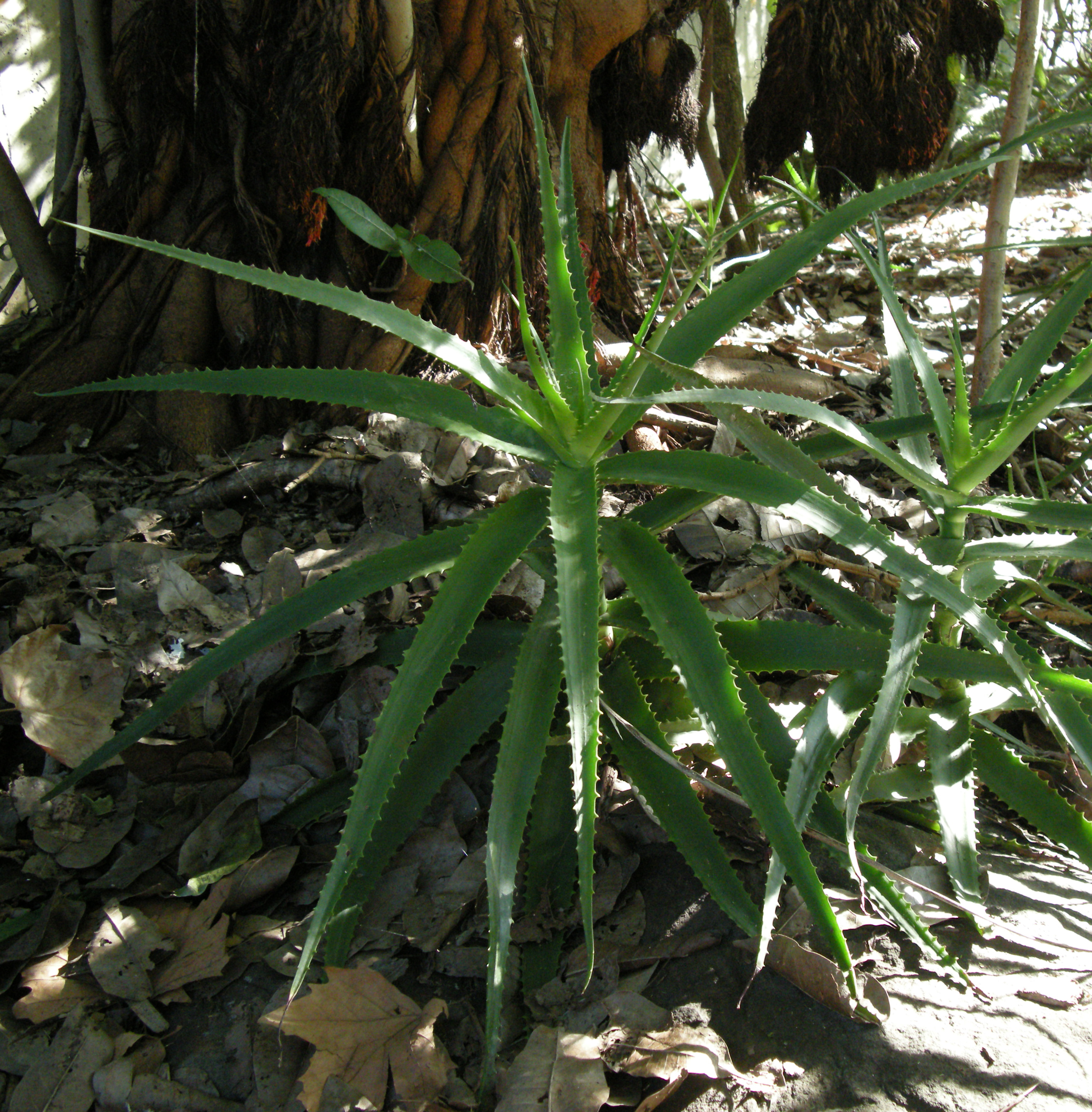
Detalle de la planta

## Características
Aloe bulbillifera crece solitaria y sin tallo, o en la sombra con un tallo corto y brotes laterales que surgen de la base. Sus 24-30 hojas puntiagudas forman densas rosetas. La lámina de la hoja es de color verde de 40 a 60 cm de largo y 8 a 10 cm de ancho. Los dientes fijos en el margen de la hoja miden 15 mm de largo y son más pequeños hacia la punta, separados por 10 a 20 milímetros de distancia. El jugo de la hoja es de color naranja intenso al violeta. Las inflorescencias  alcanzan una longitud de 2 a 2,5 metros. Se compone de hasta 30 ramas, de las cuales la parte inferior de hasta 1 metro de largo lleva hasta doce ramas secundarias.  Las flores son escarlatas  de 25 milímetros de largo y adornadas en su base.

## Distribución y hábitat
Es una planta herbácea con hojas suculentas que se encuentra en clima subhúmedo, seco, en el bosque, entre las rocas a una altitud de 0-499 m, 500-999 metros, es endémica de Madagascar.

## Taxonomía
Aloe bulbillifera fue descrita por Eugène Henri Perrier de la Bâthie y publicado en Mémoires de la Société Linnéenne de Normandie 1(1): 22, en el año 1926.
Etimología
Ver: Aloe
bulbillifera: epíteto latino  que significa "con pequeños bulbos".
Sinonimia
- Aloe bulbillifera var. paulianae Reynolds (1955)[6][2]